# Casa dell'acqua

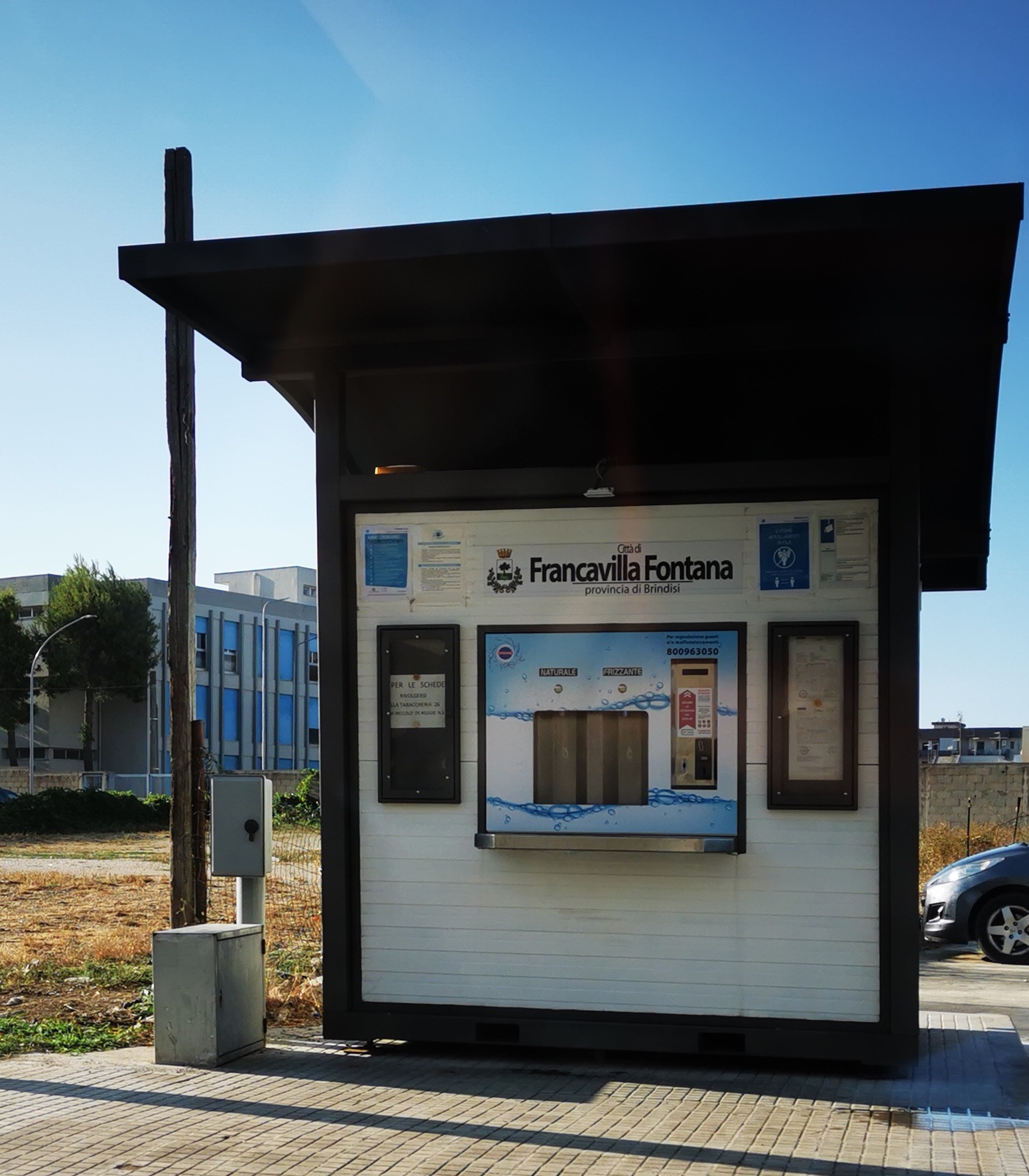
Casa dell'acqua a Francavilla Fontana in Puglia

Con case dell'acqua si indicano postazioni pubbliche che erogano acqua potabile di qualità, naturale o frizzante, refrigerata o a temperatura ambiente. Sono la versione moderna di ciò che un tempo erano le fontane pubbliche. Installazione, manutenzione e relativi costi sono sostenuti dai Comuni e possono essere ripianati con un contributo per l'utilizzo in genere inferiore a 0,10 €/litro. Le ragioni della diffusione ormai a livello nazionale delle case dell'acqua (oltre 2000 censite nell'anno 2017)
sono principalmente: l'utilità sociale, la riduzione della plastica usa e getta che crea un carico di raccolta e smaltimento dei rifiuti, e la mitigazione dei danni ambientali di tutta la catena dell'acqua in bottiglia.

## Denominazione
Benché il termine casa dell'acqua sia oggi il più usato, si trovano anche altre connotazioni: chiosco dell'acqua, fontana alla spina, ecc. Alcuni produttori appongono un loro cartello con cui vorrebbero che l'apparecchio di erogazione venisse chiamato fontana di acqua potabile trattata, fontana leggera, fontana ecologica o altri ancora. Va notato che queste denominazioni sono spesso marchi di fabbrica o registrati allo scopo di evitare che altre aziende usino lo stesso termine già depositato, protetto e coniato proprio allo scopo di risultare più accattivante.
È meglio quindi utilizzare la semplice dizione casa dell'acqua ormai consolidata oppure chiosco dell'acqua escludendo circonlocuzioni ove compare il termine fontana ed evitando così ambiguità e possibili aspettative di naturalità che non sussistono: le case dell'acqua sono pur sempre un artificio per migliorare l'acqua dell'acquedotto, eliminarne il sapore a volte poco gradevole, garantire il massimo grado di disinfezione.

## Differenze e similitudini con altri apparecchi
Le case dell'acqua hanno elementi in comune con gli erogatori alla spina di dimensioni medie o piccole, ma rispondono a esigenze, criteri e carico di lavoro diversi. Peraltro sotto alcuni aspetti sono simili agli apparecchi condominiali, da bar/ristorante o per uso casalingo.
Per prima cosa le case dell'acqua sono unità progettate per un uso all'aperto, esposte a sbalzi climatici, utilizzate direttamente da parte di un'ampia schiera di utenti, con un uso continuativo anche gravoso, con bassa necessità di manutenzione.

Le differenze principali riguardano il trattamento qualitativo dell'acqua: meccanico per filtrare possibili residui inerti provenienti dalla rete di distribuzione, batteriologico con raggi ultravioletti (UV) ad ulteriore sicurezza alimentare, di qualità organolettica (non sempre presente se non necessario) con filtri a carbone attivo. Devono inoltre rispettare una serie di normative e garantire sempre la miglior erogazione, ad esempio con cicli automatici di risciacquo (di acqua a perdere dalle cannelle di fuoriuscita) quando non utilizzate per lunghi periodi.

Le differenze accessorie riguardano: presenza di sistemi di pagamento in contanti o con scheda, allaccio alla rete idrica con contatore dei volumi prelevati, allaccio alla rete elettrica con contatore dei consumi, monitoraggio remoto del buon funzionamento e dei consumi. Inoltre l'erogazione gassata - a richiesta dell'utente - e il raffreddamento sono maggiormente dimensionati e con prolungata autonomia: l'anidride carbonica (CO2) è stoccata all'interno in bombole o contenitori criogenici. A completamento sono presenti sistemi più o meno articolati di interazione con gli utenti (scelta della quantità erogata secondo il volume della bottiglia, e a volte l'opzione semi-gasata), di gestione di blackout e in alcuni casi pannelli fotovoltaici sul tettuccio per ridurre il prelievo elettrico.

## Storia ed evoluzione
Sino a un secolo fa l'approvvigionamento di acqua da bere per l'uomo avveniva in tre modi: mediante pozzi in mattone o pietra scavati sino al livello della falda sotterranea, da sorgenti spontanee spesso note sin dall'antichità, da fontane pubbliche a getto continuo in molti casi risalenti a opere rinascimentali o precedenti. Da sempre l'acqua pura è considerata fonte di vita, bene primario collettivo e irrinunciabile. Per questo gli antichi si sono prodigati con opere mirabili per fornirla dove possibile alla popolazione

.
La distribuzione di acqua potabile nelle case si attua tra fine '800 e primi '900, anche in virtù dell'avvento di tecnologie dell'era industriale (tubi metallici) e della necessità di una rete capillare, indotta dall'aumentata densità di popolazione nelle metropoli.

Successivamente il progressivo esaurimento delle sorgenti naturali di acqua potabile ha richiesto di immettere nelle reti pubbliche acque superficiali (di fiumi e laghi) opportunamente trattate per garantire sicurezza, ma meno gradevoli.
L'acqua in bottiglia s'è resa possibile grazie alla diffusione, dal 1920 in avanti, del tappo a corona. Le acque così imbottigliate iniziano a diffondersi tra il 1930-1960 presso un pubblico d'élite, le famiglie benestanti, i ristoranti facendo leva sulle virtù terapeutico-salutari, di leggerezza e organolettiche. Alcuni studi sintetizzano il percorso storico e le strategie commerciali che hanno portato gli italiani ad essere tra i più forti consumatori di acqua in bottiglia.
Dal 1980 ad oggi il progressivo razionamento di erogazione da sorgenti pubbliche - se non la loro chiusura per difficoltà nel garantire la necessaria frequenza di controlli di qualità - e l'avvento delle bottiglie in PET (polietilene tereftalato) sono i principali elementi che hanno spostato il consumo di acqua da bere da quella pubblica a quella confezionata.
Questo quadro ha portato a concepire, implementare e rendere disponibili sul territorio le case dell'acqua, come sostituto moderno alle sorgenti naturali e alle fontanelle pubbliche d'acqua continua corrente, oggi considerate uno spreco che va evitato.
A partire circa dal 2005 alcune Regioni italiane individuano poi l'urgenza ambientale di ridurre la quantità crescente di rifiuti urbani, in particolare quelli in materiale plastico monouso tra cui le bottiglie d'acqua. Tra le azioni utili a tal fine viene proposta l'adozione di acqua alla spina in mense, bar e ristoranti. Nello stesso periodo e a seguire, per analoghe motivazioni, appaiono sul mercato case dell'acqua chiavi in mano che i Comuni possono installare in spazi pubblici per ridurre l'uso di acqua in bottiglia.
La proposta di Direttiva europea cosiddetta "Drinking Water Directive", oltre a quanto già previsto dalla Direttiva del Consiglio 98/83/CE (recepita nel D.Lgs. 31/2001), rafforza i seguenti punti: miglioramento / controllo qualitativo dell'acqua distribuita dalla rete che può portare minor ricorso all'acqua in bottiglia, ma anche "accesso all'acqua pubblica, in particolare installando dispositivi in spazi interni e luoghi pubblici esterni, e anche con azioni che promuovano l'uso di erogatori in edifici pubblici o che facilitino il suo consumo e invoglino a prediligerla nel settore bar / ristorazione" (punto 29, pag. 25 Direttiva). "Migliori informazioni sull'acqua pubblica, consapevolezza sulla sua qualità, e maggiori occasioni per usufruirne porterebbero ad una riduzione nell'uso e smaltimento della plastica, a una riduzione dei gas a effetto serra e a un impatto positivo su cambiamenti climatici" (punto 33, pag. 28 Direttiva). Sono le stesse raccomandazioni già esposte poco sopra.

## Vantaggi per l'ambiente
Il vantaggio principale deriva dalla riduzione nel consumo di acqua confezionata in bottiglie, per lo più in plastica PET (polietilene tereftalato) vergine e relativi tappi in PE (polietilene). Tutte le varie fasi della catena dell'acqua in bottiglia contribuiscono a generare un carico per l'ambiente: produzione della plastica vergine e delle bottiglie stesse, trasporto primario e secondario sino ai supermercati, conferimento delle bottiglie usate come rifiuto con ulteriore trasporto e processamento in centri per il riciclo. Inoltre secondo i dati di Corepla solo il 55% della plastica raccolta è idonea ad essere realmente riciclata. Le bottiglie in vetro con vuoto a rendere, seppur evitino di produrre nuova plastica, non costituiscono un effettivo vantaggio ambientale.
Analisi quantitative di ricercatori e dati forniti dagli stessi produttori di acque confezionate seguono tutte la metodologia LCA (Life Cycle Assessment) considerando quindi le diverse fasi di vita già elencate e il loro contributo a sommare su una serie di indicatori ambientali e di salute dell'uomo.

Si può stimare in circa 0,190 kg la CO2 immessa nell'ambiente relativa ad ogni bottiglia (valore con buona approssimazione indipendente dal volume della bottiglia stessa). Questo dato medio è puramente indicativo a causa della difficoltà nel definire il contributo della fase di trasporto che dipende fortemente da distanza e logistica.

Inoltre un caso di studio su una casa dell'acqua conclude che il suo uso (anziché il consumo di acqua in bottiglia) può abbattere del 70% tutti gli indicatori di impatto ambientale compresa l'emissione di CO2 responsabile dell'effetto serra e causa primaria del riscaldamento globale. Si perviene così a circa 0,130 kg di CO2 effettivi risparmiati per ogni bottiglia.

Un'ulteriore e più recente stima cautelativa pone a 0,100 kg di CO2 il guadagno ambientale di 1,5 litri prelevati da una casa dell'acqua rispetto all'uso di una bottiglia in PET.
A prescindere dal dato assoluto l'uso delle case dell'acqua abbatte fortemente l'impatto ambientale riducendolo come minimo a metà e nei casi migliori a un sesto di quello dell'acqua in bottiglia.

## Censimenti e distribuzione geografica in Italia
Negli ultimi anni si è assistito ad una importante crescita del numero di case dell'acqua a livello nazionale: le 213 unità censite da Aquitalia nel 2010 diventano 817 nel 2013, 1361 a fine 2014 e 2020 unità nel 2017.
Il maggior numero è localizzato in Lombardia che conta 574 installazioni, a seguire il Lazio con 271, il Piemonte con 233, l'Emilia-Romagna con 181 e la Toscana con 150.
Il tasso di crescita nazionale, ottenuto sulla base dei censimenti pregressi, è di circa 250 nuove unità all'anno.
Raramente vengono editi opuscoli locali con mappe dell'ubicazione, per poter individuare sul territorio fontane, fontanelle e case dell'acqua. Tuttavia i moderni sistemi di geolocalizzazione spesso già raccolgono e rendono fruibili queste informazioni che, seppur non complete, possono dare indicazioni a residenti e viaggiatori. Ad esempio Google localizza sia le fontane di acqua potabile sia le case dell'acqua. È disponibile inoltre una mappa complessiva nazionale ma piuttosto incompleta perché aggiornata in base a segnalazioni volontarie. Alcune città tra cui Milano offrono una propria mappa interattiva con ricerca delle case dell'acqua anche in base all'indirizzo.

## Collocazione in ambiti urbani e suburbani
La scelta da parte dei Comuni per il luogo d'installazione di case dell'acqua pubbliche dà priorità a che esse siano facilmente accessibili sia ai pedoni sia a chi è munito di automezzo, perciò le si trova più spesso in vicinanza di aree di parcheggio.
La collocazione considera anche l'impatto visivo e l'occupazione di suolo, cercando di utilizzare spazi non di pregio, di integrare la colonnina erogatrice nel contesto del luogo, o provvedendo a contornarla di verde. Tra gli ambiti tipici: il limitare di zone sportive, di parchi pubblici, di cimiteri, di centri di conferimento rifiuti ecc. Questi luoghi sono facilmente individuabili dagli abitanti e alquanto frequentati, creando maggiore propensione all'utilizzo della casa dell'acqua e ottenendo un suo miglior successo.
Se possibile vengono aggiunti elementi qualificanti: zona di risciacquo bottiglie prima del riempimento, un tavolino e delle sedute (utili se si crea la fila). In tal modo la casa dell'acqua può anche diventare uno spontaneo punto di ritrovo e di socialità.